# Pretty Little Liars: Original Sin
Pretty Little Liars: Original Sin (englisch für Erbsünde) ist eine US-amerikanische Mysteryserie von Roberto Aguirre-Sacasa und Lindsay Calhoon Bring. Sie ist die vierte Fernsehserie im Pretty-Little-Liars-Franchise und spielt im selben Universum wie die anderen Serien, erzählt dabei aber eine neue Geschichte mit neuen Figuren.
Die Erstveröffentlichung fand am 28. Juli 2022 auf dem Streamingdienst HBO Max statt. Die deutschsprachige Veröffentlichung erfolgt seit dem 10. April 2023 auf RTL+. Die Serie wurde im September 2022 um eine zweite Staffel verlängert, die den Titel Pretty Little Liars: Summer School trägt.

## Handlung
Im Jahr 1999 wurde die Kleinstadt Milltown von einer Reihe tragischer Ereignisse erschüttert. Auf einer Party begeht die verzweifelte Jugendliche Angela Waters Suizid. 22 Jahre später wird nun eine Gruppe Teenagerinnen von einer unbekannten Person namens „A“ terrorisiert und bestraft für ihre eigenen, aber auch die Sünden ihrer Eltern. Die Mädchen sind gezwungen, sich zusammenzuschließen, um herauszufinden, was damals wirklich passiert ist.

## Produktion
Anfang September 2020 wurde bekannt gegeben, dass eine neue Fernsehserie im Pretty-Little-Liars-Franchise produziert wird mit Riverdale-Schöpfer Roberto Aguirre-Sacasa als Showrunner. Noch im selben Monat bestellte der Streamingdienst HBO Max eine erste Staffel mit zehn Episoden von Pretty Little Liars: Original Sin. Die zentralen Hauptrollen wurden im Juli 2021 mit Chandler Kinney, Maia Reficco und Bailee Madison besetzt. Weitere Darsteller wurden im August 2021 gecastet. Die Serie wurde im Bundesstaat New York gedreht, die Studioaufnahmen wurden in den Upriver Studios in Saugerties produziert. Die Dreharbeiten zur ersten Staffel fanden während der COVID-19-Pandemie statt, sie begannen am 23. August 2021 und endeten am 2. Mai 2022.
Im September 2022 verlängerte HBO Max die Serie um eine zweite Staffel, die den Titel Pretty Little Liars: Summer School trägt. Die bisherigen Nebendarsteller Jordan Gonzalez und Elias Kacavas wurden zu Hauptdarstellern befördert.

## Besetzung und Synchronisation
Die deutschsprachige Synchronisation wird von der Synchronfirma EVA Studios Germany in Berlin erstellt. Verantwortlich für die Dialogregie ist Dascha Lehmann, die Dialogbücher schreiben Theo Plakoudakis und Katharina Bese.

### Hauptbesetzung
| Rolle                    | Schauspieler    | Hauptrolle (Folgen)                         | Nebenrolle (Folgen) | Synchronsprecher                                       |
| ------------------------ | --------------- | ------------------------------------------- | ------------------- | ------------------------------------------------------ |
| Imogen Adams             | Bailee Madison  | 1.01–2.08                                   |                     | Laura Elßel                                            |
| Tabitha „Tabby“ Haworthe | Chandler Kinney | 1.01–2.08                                   |                     | Samina König                                           |
| Faran Bryant             | Zaria Simone    | 1.01–2.08                                   |                     | Zalina Sanchez                                         |
| Minnie „Mouse“ Honrada   | Malia Pyles     | 1.01–2.08                                   |                     | Valentina Bonalana                                     |
| Noa Olivar               | Maia Reficco    | 1.01–2.08                                   |                     | Derya Flechtner                                        |
| Karen Beasley            | Mallory Bechtel | 1.01–1.02                                   |                     | Moira May                                              |
| Kelly Beasley            | Mallory Bechtel | 1.01–2.08                                   |                     | Moira May                                              |
| Sidney Haworthe          | Sharon Leal     | 1.01–1.04, 1.07–2.01, 2.03, 2.05–2.06, 2.08 |                     | Magdalena Helmig                                       |
| Marjorie Olivar          | Elena Goode     | 1.01–1.04, 1.06, 1.08–1.10                  | 2.01                | Franziska Endres                                       |
| Sheriff Tom Beasley      | Eric Johnson    | 1.01–1.04, 1.06–1.10                        |                     | Dennis Schmidt-Foß                                     |
| Shawn Noble              | Alex Aiono      | 1.01–2.07                                   |                     | Nicolas Rathod                                         |
| Elodie Honrada           | Lea Salonga     | 1.01–1.03, 1.05, 1.07–1.10                  | 2.01–2.02           | Maria Sumner                                           |
| Ash Romero               | Jordan Gonzalez | 2.01–2.07                                   | 1.01–1.10           | Philipp Lind                                           |
| Greg                     | Elias Kacavas   | 2.01–2.07                                   | 1.01–1.10           | Patrik Cieslik (1.01–1.02) Sebastian Fitzner (ab 1.04) |

### Nebenbesetzung
| Rolle                      | Schauspieler         | Nebenrolle (Folgen)                         | Synchronsprecher                                             |
| -------------------------- | -------------------- | ------------------------------------------- | ------------------------------------------------------------ |
| Madame Giry                | Kate Jennings Grant  | 1.01–1.08, 1.10                             | Jana Kozewa                                                  |
| Davie Adams                | Carly Pope           | 1.01–1.02, 1.04–1.05, 1.08–1.10, 2.04, 2.07 | Susanne Geier                                                |
| Principal Marshall Clanton | Robert Stanton       | 1.01–1.03, 1.07–1.08, 1.10                  | Hanns-Jörg Krumpholz                                         |
| Henry Nelson               | Ben Cook             | 1.01–1.02, 1.04–2.06                        | Tom Ferenc                                                   |
| Martha Beasley             | Jennifer Ferrin      | 1.01, 1.03, 1.05, 1.07, 1.09–2.08           | Jessica Walther-Gabory (Staffel 1) Andrea Cleven (Staffel 2) |
| Wes                        | Derek Klena          | 1.01–1.03, 1.05, 1.07–2.02, 2.05–2.08       | Domenic Redl (Staffel 1) Amadeus Strobl (Staffel 2)          |
| Charles „Chip“ Langsberry  | Carson Rowland       | 1.01–1.10, 2.04, 2.07–2.08                  | Oscar Räuker                                                 |
| Angela Waters              | Gabriella Pizzolo    | 1.01, 1.04–1.10                             | Anni C. Salander                                             |
| Corey Bryant               | Zakiya Young         | 1.01–1.03, 1.06–2.01, 2.07                  | Anna Grisebach                                               |
| Mr. Smithee                | Jeffrey Bean         | 1.01–1.04, 1.07–2.01, 2.08                  | Hans Hohlbein                                                |
| Schwester Simmons          | Cristala Carter      | 1.01, 1.06–1.09                             | Svantje Wascher                                              |
| Sandy Quinn                | Lilla Crawford       | 1.01–1.03, 1.07, 2.01–2.02, 2.08            | Clara Drews                                                  |
| Tyler Marchand             | Brian Altemus        | 1.02–1.05                                   | Lasse Dreyer                                                 |
| Shirley Honrada            | Kim Berrios Lin      | 1.02–1.03, 1.05, 1.07–2.02                  | Dascha Lehmann                                               |
| Zeke Bryant                | Benton Greene        | 1.02–1.04, 1.06, 1.08, 1.10–2.01            | Peter Sura                                                   |
| Steve Bowers               | Alexander Chaplin    | 1.05–1.07, 1.09–2.01                        | Gerrit Hamann                                                |
| Joseph „Crazy Joe“ England | Michael Maize        | 1.05–1.06, 1.08                             | Georgios Tzitzikos                                           |
| Sawyer Adams               | John Patrick Hayden  | 1.09, 2.02, 2.05                            | Kevin Kraus                                                  |
| Mrs. Langsberry            | Carey Van Driest     | 1.10–2.01, 2.06, 2.08                       | Heike Beeck                                                  |
| Dr. Anne Sullivan          | Annabeth Gish        | 2.01–2.05, 2.07–2.08                        | Gundi Eberhard                                               |
| Pastor Malachi             | Charlie Hewson       | 2.01–2.06, 2.08                             | Marc Skanderberg                                             |
| Coach Rhodes               | Charlie McElveen     | 2.01–2.02, 2.07                             | Karim El Kammouchi                                           |
| Jennifer „Jen“ Fox         | Ava Capri            | 2.02–2.08                                   | Victoria Frenz                                               |
| Johnny                     | Antonio Cipriano     | 2.02–2.08                                   | Sebastian Kluckert                                           |
| Christian Peele            | Noah Alexander Gerry | 2.02–2.08                                   | Vincent Borko                                                |
| Lola Honrada               | Loretta Ables Sayre  | 2.02–2.05, 2.07–2.08                        | Sabina Trooger                                               |

## Episodenliste

### Staffel 1: Original Sin
| Nr. (ges.) | Nr. (St.) | Deutscher Titel                       | Originaltitel                        | Erstveröffentlichung USA | Deutschsprachige Erstveröffentlichung (D) | Regie                   | Drehbuch                                                       |
| ---------- | --------- | ------------------------------------- | ------------------------------------ | ------------------------ | ----------------------------------------- | ----------------------- | -------------------------------------------------------------- |
| 1          | 1         | Kapitel Eins: Spirit Week             | Chapter One: Spirit Week             | 28. Juli 2022            | 10. Apr. 2023                             | Lisa Soper              | Roberto Aguirre-Sacasa & Lindsay Calhoon Bring                 |
| 2          | 2         | Kapitel Zwei: Die Spirit Queen        | Chapter Two: The Spirit Queen        | 28. Juli 2022            | 10. Apr. 2023                             | Lisa Soper              | Roberto Aguirre-Sacasa & Lindsay Calhoon Bring                 |
| 3          | 3         | Kapitel Drei: Ungeahnte Folgen        | Chapter Three: Aftermath             | 28. Juli 2022            | 17. Apr. 2023                             | Maggie Kiley            | Michael Grassi & Evelyn Yves                                   |
| 4          | 4         | Kapitel Vier: Aus weiblicher Sicht    | Chapter Four: The (Fe)male Gaze      | 4. Aug. 2022             | 17. Apr. 2023                             | Lisa Soper              | Eleanor Jean & Jenina Kibuka                                   |
| 5          | 5         | Kapitel Fünf: Halloween               | Chapter Five: The Night He Came Home | 4. Aug. 2022             | 24. Apr. 2023                             | Lisa Soper              | Katie Avery & Alexis Scheer                                    |
| 6          | 6         | Kapitel Sechs: Narben                 | Chapter Six: Scars                   | 11. Aug. 2022            | 24. Apr. 2023                             | Cierra „Shooter“ Glaudé | Pamela Garcia Rooney & Danielle Iman                           |
| 7          | 7         | Kapitel Sieben: Die Masken fallen     | Chapter Seven: Carnival of Souls     | 11. Aug. 2022            | 1. Mai 2023                               | Alex Sanjiv Pillai      | Daniel G. King & Neil McNeil                                   |
| 8          | 8         | Kapitel Acht: Böses Blut              | Chapter Eight: Bad Blood             | 18. Aug. 2022            | 1. Mai 2023                               | Megan Griffiths         | Michael Grassi & Stasia Demick                                 |
| 9          | 9         | Kapitel Neun: Alles kommt ans Licht   | Chapter Nine: Dead and Buried        | 18. Aug. 2022            | 8. Mai 2023                               | Roxanne Benjamin        | Roberto Aguirre-Sacasa & Lindsay Calhoon Bring                 |
| 10         | 10        | Kapitel Zehn: Am Ende wird alles gut? | Chapter Ten: Final Girls             | 18. Aug. 2022            | 8. Mai 2023                               | Lisa Soper              | Roberto Aguirre-Sacasa, Lindsay Calhoon Bring & Michael Grassi |

### Staffel 2: Summer School
| Nr. (ges.) | Nr. (St.) | Deutscher Titel                        | Originaltitel                                | Erstveröffentlichung USA | Deutschsprachige Erstveröffentlichung (D) | Regie              | Drehbuch                                       |
| ---------- | --------- | -------------------------------------- | -------------------------------------------- | ------------------------ | ----------------------------------------- | ------------------ | ---------------------------------------------- |
| 11         | 1         | Kapitel Elf: Spookyspaghetti.com       | Chapter Eleven: Spookyspaghetti.com          | 9. Mai 2024              | 1. Aug. 2024                              | Maggie Kiley       | Roberto Aguirre-Sacasa & Lindsay Calhoon Bring |
| 12         | 2         | Kapitel Zwölf: Rote Rosen              | Chapter Twelve: Summer Lovin                 | 9. Mai 2024              | 1. Aug. 2024                              | Maggie Kiley       | Michael Grassi                                 |
| 13         | 3         | Kapitel Dreizehn: Alles Gute, Mouse    | Chapter Thirteen: Sweet Sixteen              | 16. Mai 2024             | 1. Aug. 2024                              | Roxanne Benjamin   | Sara Saedi                                     |
| 14         | 4         | Kapitel Vierzehn: Belastungsprobe      | Chapter Fourteen: When a Stranger Calls Back | 23. Mai 2024             | 1. Aug. 2024                              | Roxanne Benjamin   | Danielle Iman                                  |
| 15         | 5         | Kapitel Fünfzehn: Freitag der 13.      | Chapter Fifteen: Friday the 13th             | 30. Mai 2024             | 1. Aug. 2024                              | Alex Sanjiv Pillai | Katie Avery                                    |
| 16         | 6         | Kapitel Sechzehn: Das Höllenhaus       | Chapter Sixteen: Hell House                  | 6. Juni 2024             | 1. Aug. 2024                              | Alex Sanjiv Pillai | Delondra Mesa                                  |
| 17         | 7         | Kapitel Siebzehn: Der Dämon            | Chapter Seventeen: The Bogeyman              | 13. Juni 2024            | 1. Aug. 2024                              | Rob Seidenglanz    | Jenina Kibuka                                  |
| 18         | 8         | Kapitel Achtzehn: Die Abschlussprüfung | Chapter Eighteen: Final Exam                 | 20. Juni 2024            | 1. Aug. 2024                              | Rob Seidenglanz    | Roberto Aguirre-Sacasa & Lindsay Calhoon Bring |